# Ilex uniflora
Ilex uniflora är en järneksväxtart som beskrevs av George Bentham. Ilex uniflora ingår i släktet järnekar, och familjen järneksväxter. Inga underarter finns listade i Catalogue of Life.